# Søllerød Gold Diggers 2023
Questa voce raccoglie le informazioni riguardanti i Søllerød Gold Diggers nelle competizioni ufficiali della stagione 2023.

## Nationalligaen 2023

### Stagione regolare
| Nærum 6 maggio 2023, ore 12:00 2ª giornata | Søllerød Gold Diggers | 45 – 12 referto | Aarhus Tigers | Rundforbi Stadion |

| Vejle 13 maggio 2023, ore 12:00 3ª giornata | Triangle Razorbacks | 40 – 39 referto | Søllerød Gold Diggers | Vejle Atletikstadion |

| Viby J 27 maggio 2023, ore 12:00 5ª giornata | Aarhus Tigers | 13 – 42 referto | Søllerød Gold Diggers | Bøgeskov Idrætsanlæg (500 spett.) |

| Gentofte 2 giugno 2023, ore 19:00 6ª giornata | Copenhagen Towers | 17 – 13 referto | Søllerød Gold Diggers | Gentofte Sportspark |

| Nærum 17 giugno 2023, ore 12:00 8ª giornata | Søllerød Gold Diggers | 36 – 13 referto | Aalborg 89ers | Rundforbi Stadion |

| Nærum 12 agosto 2023, ore 12:00 9ª giornata | Søllerød Gold Diggers | 50 – 28 referto | Triangle Razorbacks | Rundforbi Stadion |

| Svenstrup J 26 agosto 2023, ore 12:00 11ª giornata | Aalborg 89ers | 54 – 40 referto | Søllerød Gold Diggers | Dall-Ferslev Idrætsforening |

| Nærum 9 settembre 2023, ore 12:00 13ª giornata | Søllerød Gold Diggers | 0 – 35 referto | Copenhagen Towers | Rundforbi Stadion |

### Playoff
| Svenstrup J 23 settembre 2023, ore 14:00 Semifinale | Aalborg 89ers | 28 – 44 referto | Søllerød Gold Diggers | Dall-Ferslev Idrætsforening |

| Gladsaxe 7 ottobre 2023, ore 19:00 Mermaid Bowl | Copenhagen Towers | 50 – 36 referto | Søllerød Gold Diggers | Gladsaxe Stadium |

## Statistiche di squadra
| Competizione      | %Vittorie | In casa | In casa | In casa | In casa | In casa | In casa | In trasferta | In trasferta | In trasferta | In trasferta | In trasferta | In trasferta | Totale | Totale | Totale | Totale | Totale | Totale |
| Competizione      | %Vittorie | G       | V       | N       | P       | Pf      | Ps      | G            | V            | N            | P            | Pf           | Ps           | G      | V      | N      | P      | Pf     | Ps     |
| ----------------- | --------- | ------- | ------- | ------- | ------- | ------- | ------- | ------------ | ------------ | ------------ | ------------ | ------------ | ------------ | ------ | ------ | ------ | ------ | ------ | ------ |
| Stagione regolare | .500      | 4       | 3       | 0       | 1       | 131     | 88      | 4            | 1            | 0            | 3            | 134          | 124          | 66     | 4      | 0      | 4      | 265    | 212    |
| Playoff           | .500      | 0       | 0       | 0       | 0       | 0       | 0       | 2            | 1            | 0            | 1            | 80           | 78           | 2      | 1      | 0      | 1      | 80     | 78     |
| Totale            | .500      | 4       | 3       | 0       | 1       | 131     | 88      | 6            | 2            | 0            | 4            | 214          | 202          | 10     | 5      | 0      | 5      | 345    | 290    |